# ヒカゲノカズラ

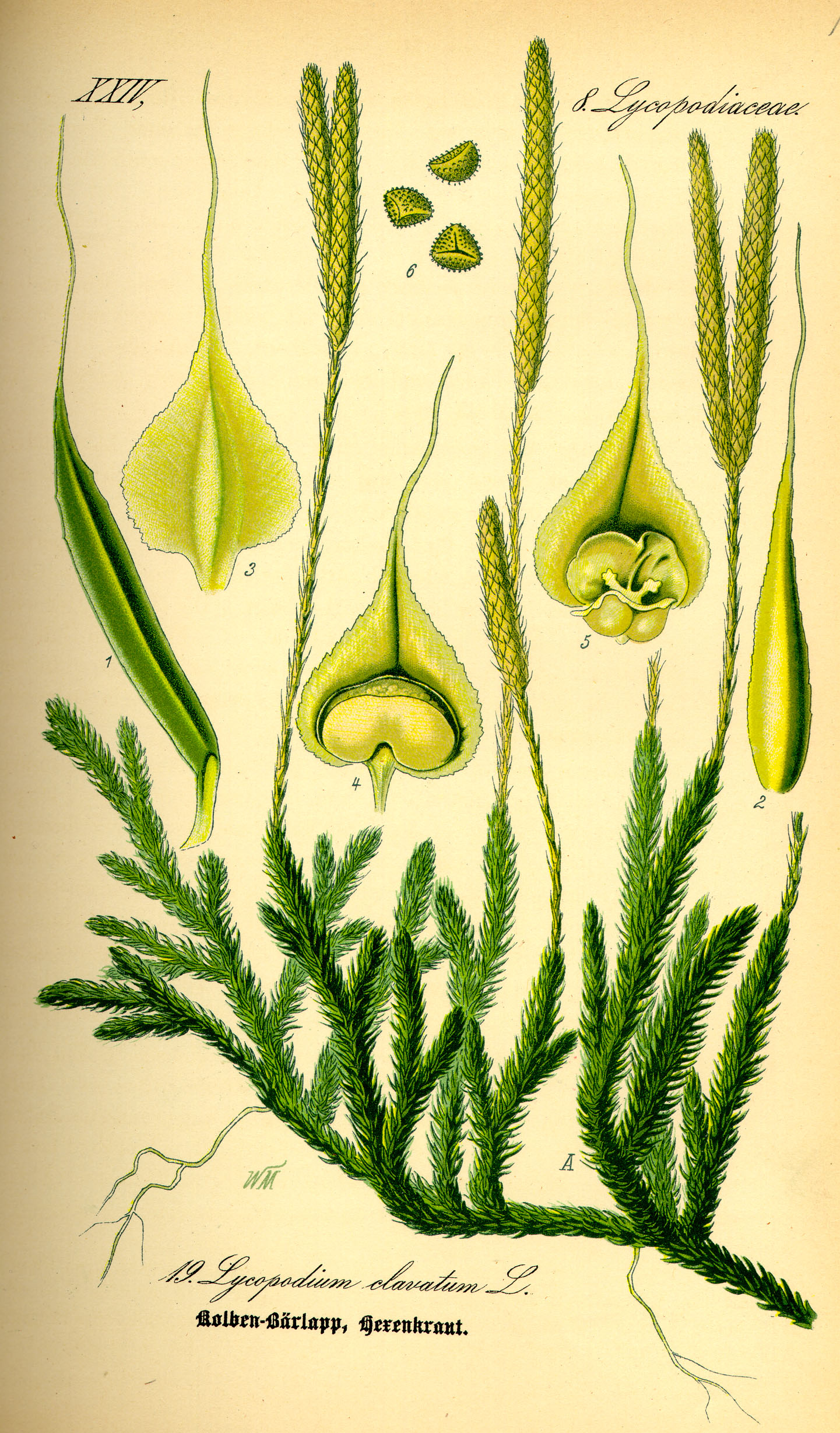
図版

ヒカゲノカズラ（日陰鬘、日陰蔓、学名：Lycopodium clavatum）は、ヒカゲノカズラ植物門に属する代表的な植物である。蘿（かげ）という別称もある。広義のシダ植物ではあるが、その姿はむしろ巨大なコケを思わせる。

## 特徴
山野に自生する多年草で、カズラという名をもつが、つる状ながらも他の植物の上に這い上ることはなく、地表をはい回って生活している。針状の細い葉が茎に一面に生えているので、やたらに細長いブラシのような姿である。
茎には主茎と側枝の区別がある。主茎は細長くて硬く、匍匐茎となって二又分枝しながら地表を這う。所々から根を出し、茎を地上に固定する。表面には一面に線形の葉が着いているが、葉はほぼ開出しているので、スギゴケなどのような感じになっている。側枝は短くて、数回枝分かれをし、その全体にやや密に葉をつける。
夏頃に、胞子をつける。まず茎の所々から垂直に立ち上がる枝を出す。この茎は緑色で、表面には鱗片状になった葉が密着する。茎は高さ5-15cm、先端近くで数回分枝し、その先端に胞子のう穂をつける。胞子のう穂は長さ2-10cm、円柱形。胞子のうを抱えた鱗片状の胞子葉が密生したもので、直立し、やや薄い緑色。

## 分布等
日本では北海道から九州まで広く分布する。国外では世界の北半球の温帯から熱帯域の高山にまで見られ、分布は広い。そのため変異も多い。
名前の由来は日影の葛で、日なたに出ることを意識した名との説もあるが、よくわからない。日陰の葛と当てる場合もある。湿った日なたの傾斜地によく生えるが、あまり湿地には出ない。林道周辺などでよく見かける。

## 近似種等
本種の変異としては、以下のようなものがある。
- ナンゴクヒカゲノカズラ var. wallichianum Spring

葉がやや硬くて胞子のう穂の柄がより高いもの。四国、九州に分布。
ヒカゲノカズラ属にはこの他にも匍匐性のものがあるが、多くはより短く平らな葉をもち、茎に沿うものが多いので、ブラシのような見かけにならないものが多い。ブラシのように見えるものとしては、以下のようなものがある。
- ミズスギ L. cernuum L.

這っている見かけはヒカゲノカズラによく似ているが、胞子のう穂は立ち上がって針葉樹のような枝振りになった直立茎の先端に着いて下を向く。主に本州南岸以南に分布。
- スギカズラ L. annotinum L.

匍匐茎は横に這うが、側枝はほとんど分枝せず直立する。本州中部以北､北海道に分布。

## 利用
胞子は石松子と呼ばれ、丸薬の衣やリンゴの人工授粉の際の花粉の増量剤として使われる。湿気を吸収しないことが利点で、傷に塗って血止めとした例もある。
植物体を乾燥させても比較的よく緑を保つことと、その姿のおもしろさ、紐状でさまざまな形に巻いたりと加工ができることから、ドライフラワーやアート素材などとして用いる例もある。また、金魚の養殖では、これを産卵巣に使う例がある。その他、高級料亭で川魚などに添えて飾る例もある。
この植物や似たものを祭事に用いる例がある。一説によれば、天岩戸の前でアメノウズメが踊った際に、この植物を素肌にまとったとも云われる。『古事記』には「天香山の日影蔓を手襁に懸け」とあり、この日影蔓がヒカゲノカズラであるというのである。『万葉集』にもヒカゲカズラの名が見える。
また『紫式部日記』などでも言及されていると考えられる。壺井義知『紫式部日記傍注』では『類聚雑要抄』、『日本書紀神代巻』、『延喜式』、『和名抄』の中から日蔭蔓のものと考えられる記述をあげている。
奈良県大和郡山市の金魚養殖においては、卵を産み付ける産卵藻としてヒカゲノカズラが使用される。
京都の伏見稲荷大社の大山祭では、参拝者にお神酒とヒカゲノカズラが授与される。同じく京都の賀茂別雷神社では、正月最初の卯の日に、ヒカゲノカズラを中心に用いた卯杖を社頭に飾り、祈願した卯杖は宮中に献上される。また、奈良の率川神社では、ヒカゲカズラを頭に飾った舞姫が踊る「五節の舞」がある。
大嘗祭や新嘗祭にもかつてはこれが用いられたと言う。2019年11月、大嘗宮の儀で、衛門（衛士）は、冠にヒゲノカズラをかざり、また天皇が通る雨儀御廊下は天井からヒカゲノカズラが吊り下げられていた。

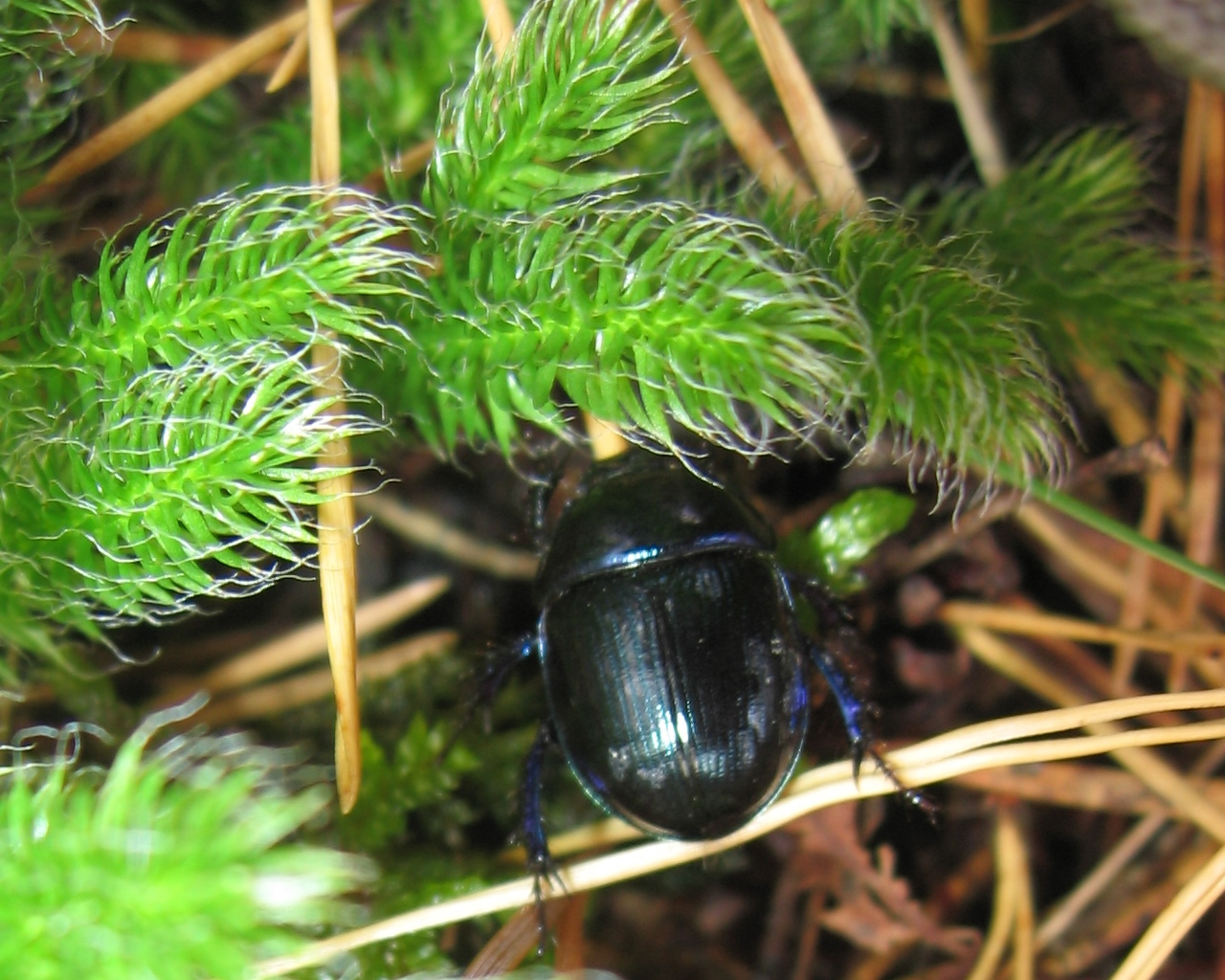
枝先の様子
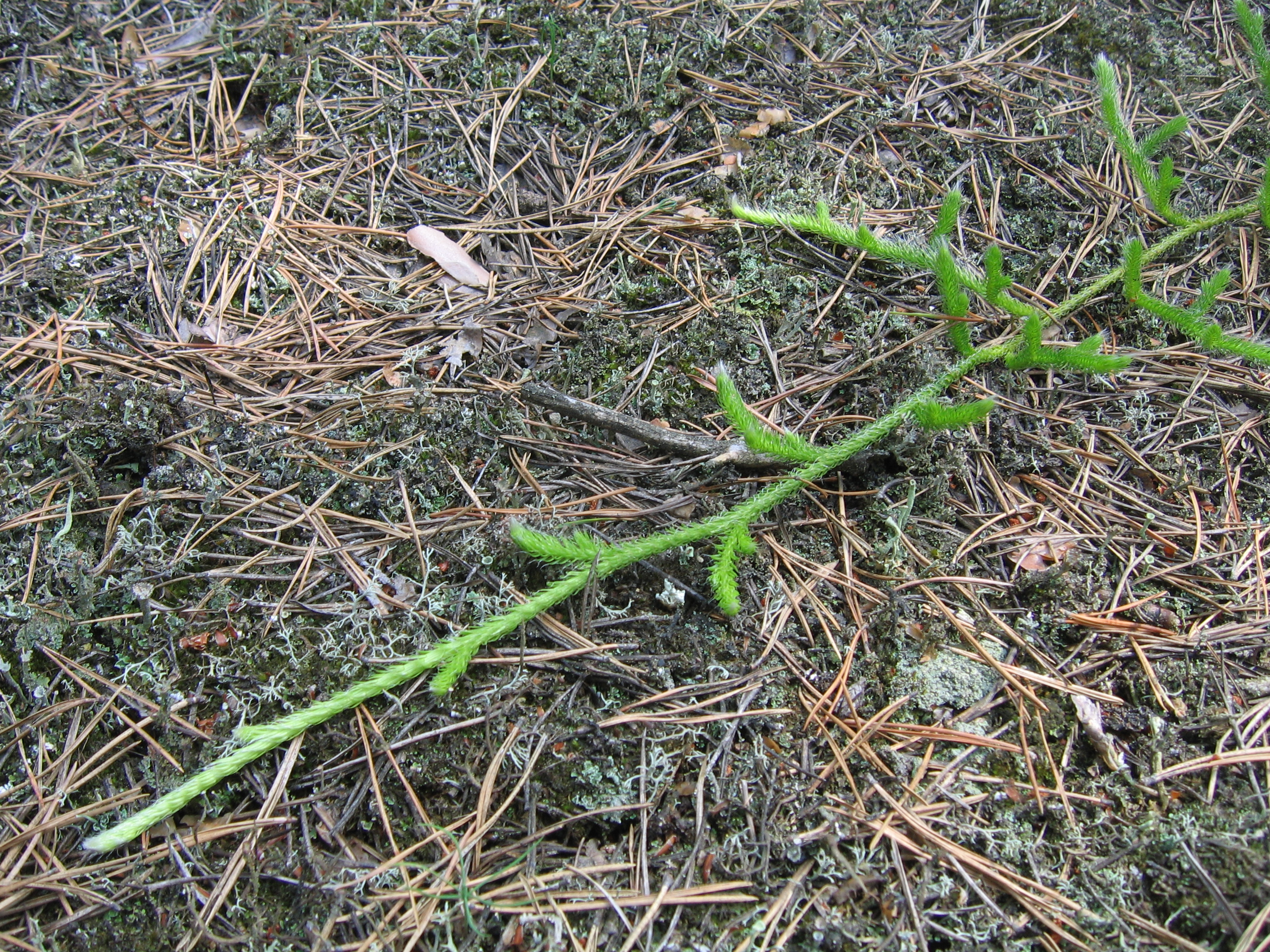
這い伸びる匍匐茎
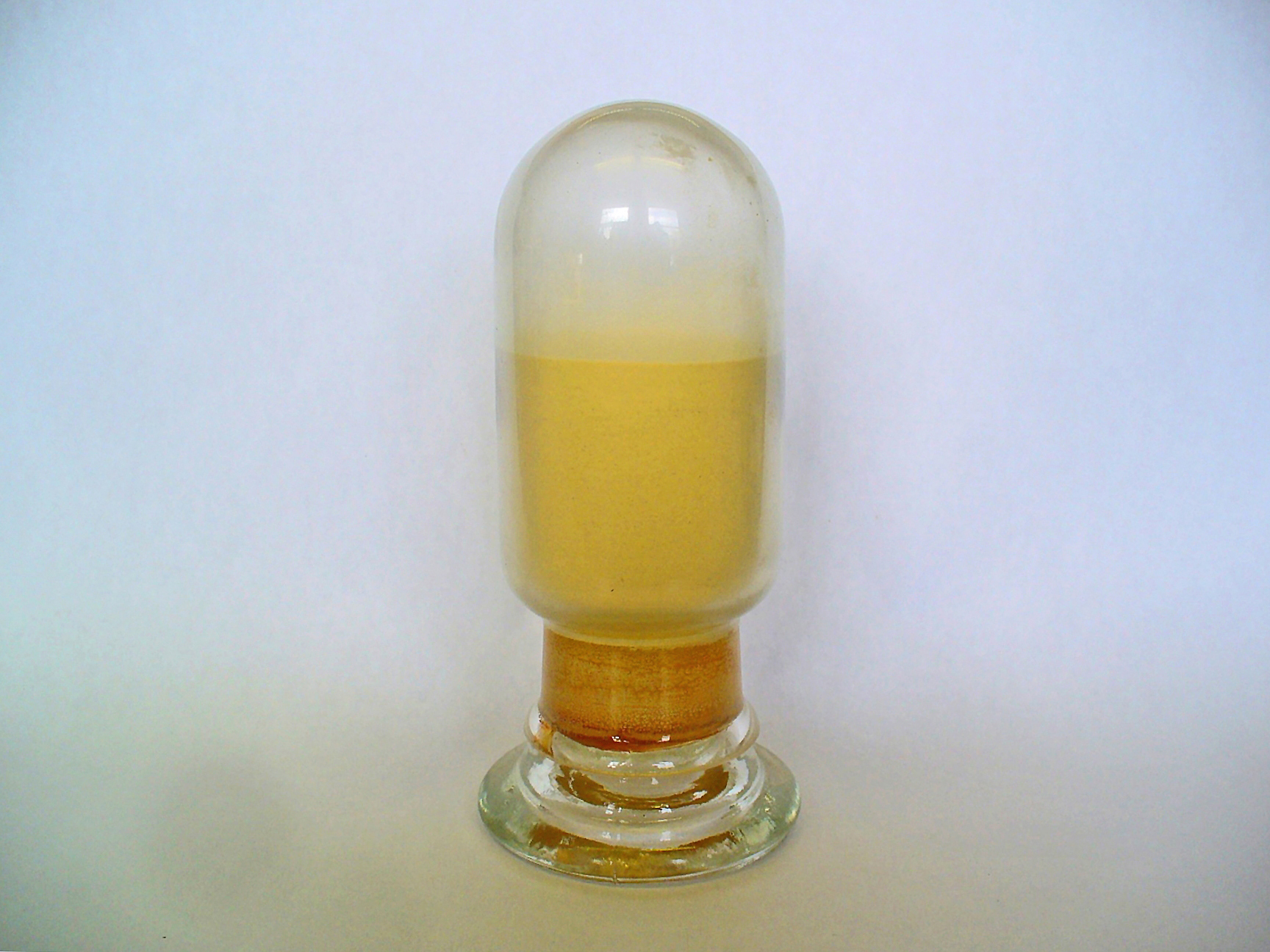
瓶詰めの胞子

## 関連文献
- 佐竹義輔, 大井次三郎, 北村四郎, 亘理俊次, 冨成忠夫, 岩槻邦男『日本の野生植物』平凡社〈シダ〉、1992年。ISBN 4582535062。全国書誌番号:92036451。
- 光田重幸『しだの図鑑』保育社〈検索入門〉、1986年。ISBN 4586310111。 NCID BN01481464。全国書誌番号:86047802。